# David Glass
Pour les articles homonymes, voir Glass.
David Dayne Glass (né le 2 septembre 1935 et mort le 9 janvier 2020) est un homme d'affaires américain. Il a été président et directeur général de Wal-Mart Stores, Inc. Il était également propriétaire et directeur général des Royals de Kansas City.

## Jeunesse
Fils de Marvin Glass et Myrtle Van Winkle, Glass est né dans une ferme du comté de l'Oregon, Missouri, et a grandi à Mountain View, Missouri. Il a servi dans l'armée des États-Unis de 1954 à 1956, puis a fréquenté l'université d'État du Missouri à Springfield,.

## Carrière chez Walmart
David Glass a rejoint l'entreprise en 1976. En son titre de vice-président des finances, il a administré les responsabilités financières et comptables globales de l'entreprise avant sa nomination à titre de vice-président et chef des finances. Il a occupé ce poste jusqu'en 1984, date à laquelle il a été nommé président et chef d'exploitation de Walmart. Aux côtés de Rob Walton, en 1985, Glass a géré le développement du programme Retail Link, le logiciel propriétaire de prévision des tendances de Walmart. En 1988, il a été nommé président-directeur général de Walmart, et a quitté ses fonctions en janvier 2000. Glass a participé à la croissance de l'entreprise, des 123 magasins en 1976 au plus de 4 000 au niveau national et international en 2005.
Glass a été nommé « Revendeur de l'année », en 1986 et 1991, par les membres des industries du commerce de revente et a été installé au Retail Hall of Fame en août 2000. Glass a été membre du conseil d'administration de Wal-Mart Stores, Inc. jusqu'en 1976.

## Carrière chez les Kansas City Royals
Glass est devenu le PDG par intérim des Royals le 23 septembre 1993, à la suite du décès du propriétaire et fondateur, Ewing Kauffman. Sous la direction de Glass, le conseil d'administration a réduit la masse salariale de 41 millions de dollars à 19 millions de dollars. Pendant la grève de la Major League de baseball de 1994 à 1995, Glass s'est opposé à tout arrangement avec le syndicat des joueurs sans plafond de salaire, et a soutenu l'utilisation de joueurs « remplaçants » pour briser la grève, malgré une décision de justice selon laquelle l'utilisation de joueurs de remplacement violait les lois sur le travail établies par le gouvernement fédéral.
Le 18 avril 2000, Glass est devenu l'unique propriétaire des Royals, achetant l'organisation des possessions des Kauffman pour 96 millions de dollars. Le conseil des Royals a approuvé son offre malgré une offre concurrentielle de 120 millions de dollars par Miles Prentice. Cependant, MLB a rejeté l'offre de Prentice parce qu'il n'y avait pas suffisamment de valeur nette pour supporter des pertes substantielles. Aucune des familles riches de la région ne voulant même envisager de faire une offre pour les Royals - ou toute autre équipe professionnelle existante ou potentielle à Kansas City - Glass était le seul enchérisseur crédible qui souhaitait garder l'équipe en ville. Une stipulation originelle de la vente était que tous les bénéfices de la vente des Royals par Glass devaient être reversés à des œuvres caritatives, mais cette clause a depuis expiré.
Pendant une grande partie de son mandat en tant que propriétaire, Glass a été critiqué pour avoir apporté le même style de gestion de réduction des coûts qu'il avait utilisé chez Walmart. Pendant qu'il réalisait d'importants bénéfices, les Royals étaient à peine compétitifs pendant la majeure partie du début du nouveau millénium. La direction de Glass est citée pour avoir transformé les Royals d'un concurrent en séries éliminatoires pérenne dans les années 1970 et 1980 à l'une des pires équipes de la Major League Baseball dans les années 1990 et au début des années 2000.
Glass a créé une controverse le 9 juin 2006, en révoquant les accréditations de presse à deux journalistes qui avaient auparavant posé des questions précises à la direction de Royals La décision d'éviter les critiques a mis en colère de nombreuses personnes dans la presse et a provoqué une avalanche d'articles qui s'étendaient bien au-delà de la communauté sportive de Kansas City.
Les Royals ont connu quatre saisons gagnantes lors de la possession du club par Glass : les saisons de 2003, 2013, 2014 et 2015. En 2014, les Royals ont remporté 89 matchs et ont atteint les phases éliminatoires  de la Major League de baseball en 2014, et ce pour la première fois en 29 ans. Ils ont avancé jusqu'aux World Series pour la première fois depuis 1985. Les Royals ont fini l'année suivante avec le meilleur record de la saison régulière de la Ligue Américaine et une deuxième victoire consécutive dans sa série de championnats.
En août 2019, Glass a accepté de vendre l'équipe au vice-président des Cleveland Indians, John Sherman, en attendant l'approbation de la Major League Baseball et de ses propriétaires restants En novembre 2019, Glass a officiellement vendu l'équipe à Sherman.

## Vie privée
Glass et sa femme, Ruth, étaient les parents de trois enfants, Dan, Don et Dayna, qui ont tous fait partie du conseil d'administration des Royals.
Glass est décédé des suites d'une pneumonie à Bentonville, Arkansas, le 9 janvier 2020, à l'âge de 84 ans. Sa mort a été annoncée le 17 janvier.
La Glass Hall de la Missouri State University, qui abrite des cours de commerce et de gestion, est nommée en son honneur.